# 関西エクスプレス
関西エクスプレス（かんさいエクスプレス、関西Express）は日本航空（JAL）が関西国際空港から運航する、長距離国際線の総称であった。
本項では、現在運行されている関西国際空港 - ロサンゼルス国際空港間の路線など、日本航空の関西国際空港発着長距離国際線の沿革についても記述する。

## 概要
関西国際空港開港とともに、日本航空は国際線と国内線の新たな乗り継ぎ拠点（内際ハブ）と位置付け、ロンドン線（週4往復）・パリ線（週3往復）・ロサンゼルス線（週7往復）と3路線の長距離国際線を就航した。その後、当初の関西エクスプレス名称は用いられなくなり、燃油高などを理由に2009年までに3路線とも運休した。
しかし、燃費の優れたボーイング787の導入に伴い、2015年（平成27年）3月より関西-ロサンゼルス線が週7往復で再開し、運航を続けている。

## 歴史

### 運航開始から消滅まで

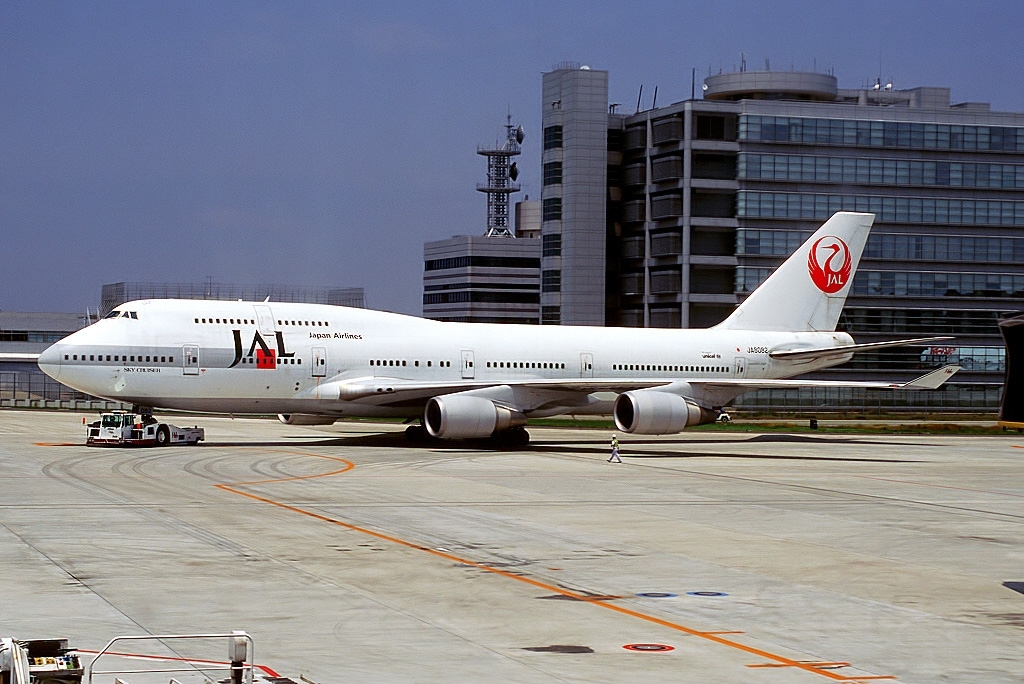
路線開設当時のボーイング747-400（関西国際空港にて）

1994年（平成6年）9月4日、関西国際空港が開港した。既存の大阪国際空港（伊丹空港）に比べて都心から遠いが、24時間運用も可能で本格的な国際空港であり、世界各国の航空各社がこぞって就航を表明した。
JALは既存のホノルル線やアジア路線を伊丹空港から移管するとともに、ロンドン・ヒースロー国際空港へ週4往復、パリ＝シャルル・ド・ゴール空港へ週3往復、ロサンゼルス国際空港へ週7往復(毎日)と新たな長距離国際線を3路線開設し、この3路線を関西エクスプレスと命名した。すべて、機材はボーイング747-400が用いられた。
1996年（平成8年）10月1日にエグゼクティブクラスの地上・機内サービスが刷新され、「SEASONS（シーズンズ）」との愛称がついた。この際、各路線の愛称が廃止され、「関西エクスプレス」も使われなくなった。1998年（平成10年）にはブリティッシュエアウェイズの運休を受け、ロンドン線が週7往復となり、便数が増加した。また、一時はミラノ・マルペンサ空港経由フィウミチーノ空港への路線、シカゴやフランクフルト空港への路線も新設されるなど、年々関空発着の長距離国際線は増加した。
しかし、2000年代に入ると路線を徐々に縮小した。アメリカ同時多発テロ事件やSARS問題により、需要が減少した。また、供給面でも2002年に成田国際空港のB滑走路が完成した。このため、JALにとって、関西空港からの長距離路線の必要性は年々薄れていった。
2005年（平成17年）には、新たに開港した中部国際空港からパリ線を開設するのに合わせ、関空発着のパリ線はエールフランス単独の週7便となり、2006年(平成18年)9月30日をもってロサンゼルス線も運休した。2006年冬スケジュールからは関空発着の長距離国際線として、ロンドン線のみが運航されたが、機材はボーイング777-200ERとなり、ファーストクラスの設定はなくなった。そのロンドン線も2009年3月28日の運行をもって運休し、同年秋に中部-パリ線も運休したので、成田国際空港以外からの長距離国際線は一切姿を消した。

### ロサンゼルス線の運航再開から現在まで

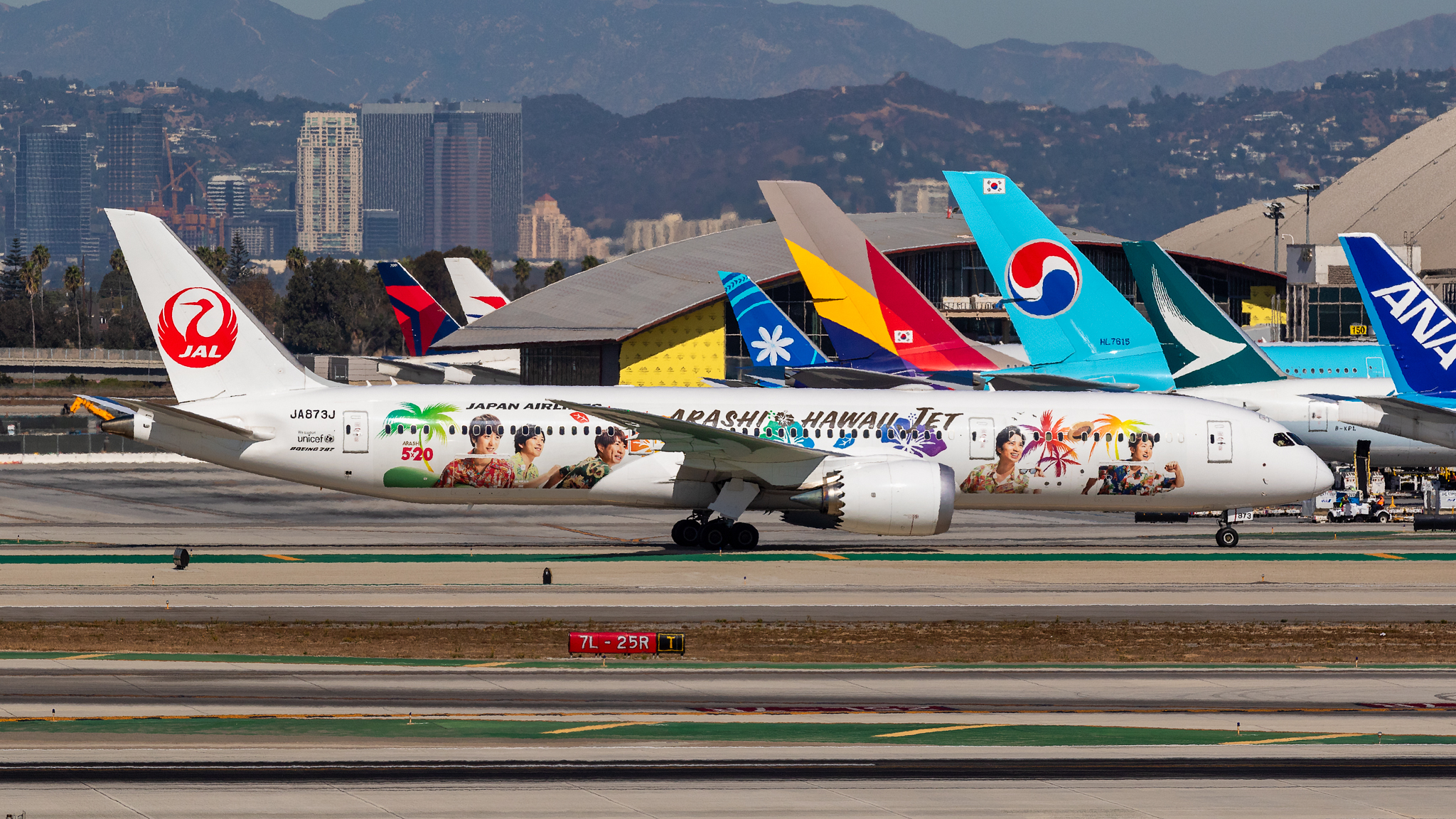
現在、大阪/関西-ロサンゼルス線で使用される787-9（ロサンゼルス国際空港にて）

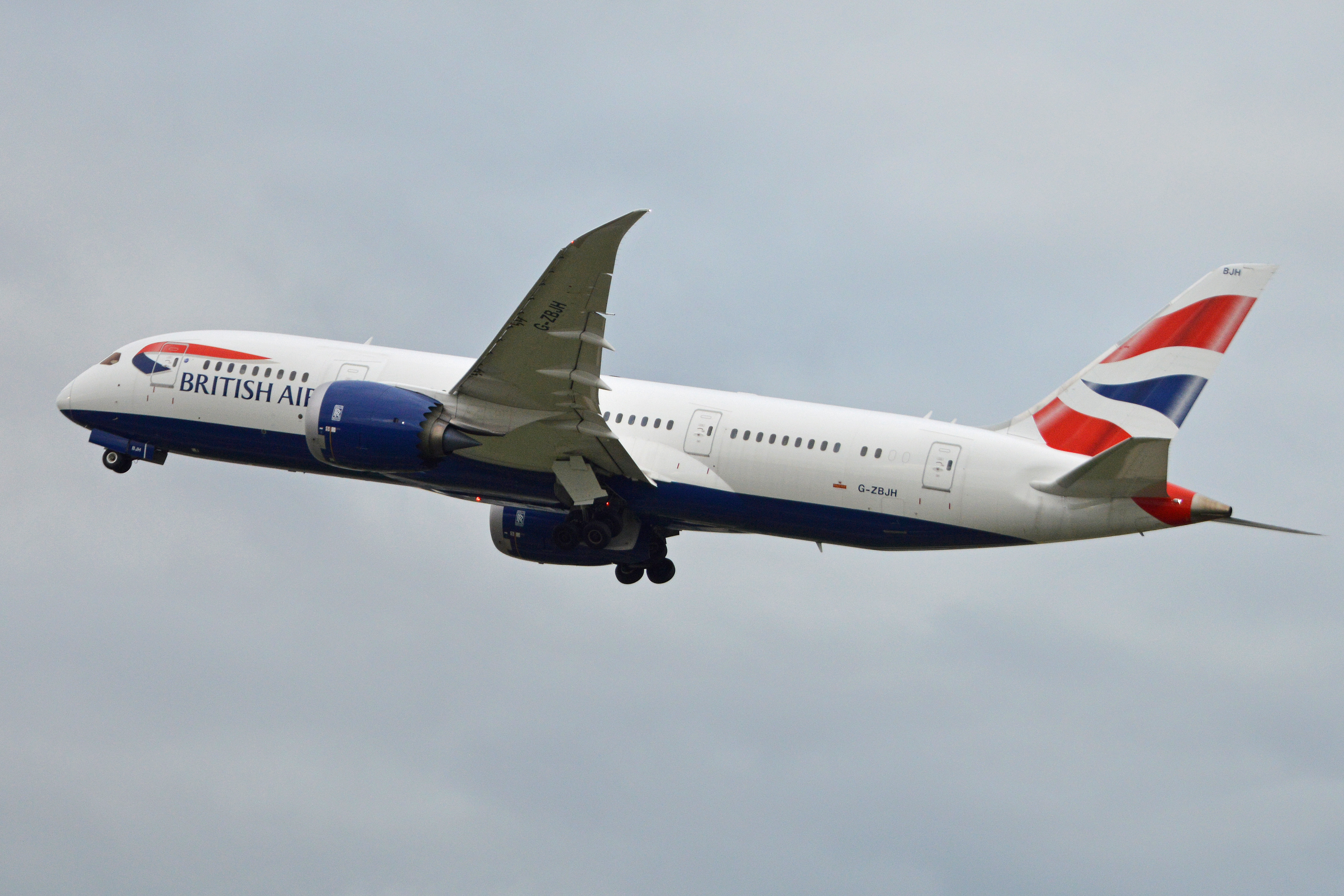
BAのボーイング787-8

関西国際空港が開港20周年を迎えた2014年（平成26年）9月4日、翌年3月20日から関西-ロサンゼルス線を再開するとJALが発表した。
2015年（平成27年）3月20日、関西-ロサンゼルス線が再開し、関西国際空港、ロサンゼルス国際空港で式典が開かれた。当時、JAL社長だった植木義晴によると、関西財界から強い要望を受けたことと、ボーイング787は中型機ながら長距離の飛行が可能なため、再開が可能になった。また、ロンドン線の復活や新路線の開設も目指すとしていた。
当初、ロサンゼルス線のビジネスクラスの乗客が伸びないことやヒースロー空港の発着枠の問題もあって、ロンドン線のJAL運航での再開は先送りされた。一方、
2019年（平成31年）3月31日にスタートした2019年夏スケジュールからは、「SKY SUITE 787」仕様のボーイング787-9で運航されるようになった。座席配置は「E92仕様」で、3クラス239席（E92仕様：ビジネス28席、プレミアムエコノミー21席、エコノミー190席）と、それまでの787-8の旧仕様機より33席増加した。近距離線仕様で、座席グレードが成田線より低いことも一因で苦戦していたビジネスクラスを中心に、座席グレードが改善した。
また、この2019年夏スケジュールからはブリティッシュエアウェイズ（BA）の運航により、ロンドン線も再開した(ボーイング787-8、週4便)。JALとのコードシェア便で、JAL便名でも予約・購入が可能である。
しかし、2020年（令和2年）には新型コロナウイルス感染症 (2019年)の影響でBA運航のロンドン線は休止、その後スケジュール上から削除された。一方、ロサンゼルス線も一時運休したものの、一時帰国便としての運航も実施された。2023年夏スケジュールで週4便、2023年冬スケジュールでは週5便に増便されるなど、回復傾向にあった。2024年9月4日には開港30周年とともに、ロサンゼルス線も開設30周年を迎え、両空港で式典が行われた。
2025年（令和7年）7月18日からは火曜・金曜も含めた毎日の運航が行われており、以前のような利便性が確保される。
なお、2011年より、日本・アメリカ間でJALはアメリカン航空（AA)との共同事業を行っており、全便がコードシェア便であるほか、AAと収益を案分している。JAL運航の大阪/関西～ロサンゼルス線（JL60/69便）もこの対象である。

## 使用機材
関西国際空港からJALが運航した長距離国際線の機材を以下に列挙する。

### 現在
- ボーイング787-9

### 過去
- ボーイング787-8 - バンコク、上海、台北線では現在も使用。
- ボーイング777-200ER - ロンドン線のみで2006年夏スケジュールより2009年3月まで使用。
- マクドネル・ダグラス MD-11
- ボーイング747-400